# Falco (cantor)
Johann Hölzel (Viena, 19 de fevereiro de 1957 — Puerto Plata, 6 de fevereiro de 1998), mais conhecido como Falco, foi um cantor e compositor austríaco.
Estudou no Conservatório de Música de Vienna. Antes de obter sucesso internacional, tocava baixo na banda de hard rock austríaca Drahdiwaberl. Como artista solo, Falco se interessou pelos sons e ritmos da música rap, tornando-se um dos primeiros na Europa a incorporar tal estilo nas músicas pop e rock. Ele é mais conhecido internacionalmente pela canção "Rock Me Amadeus" (inspirada pelo filme Amadeus) de seu álbum Falco III, que se tornou um "hit" mundial em 1986, atingindo o número 1 na lista dos singles mais vendidos nos Estados Unidos da Revista Billboard.
Outros hits conhecidos internacionalmente incluem: "Der Kommissar" de seu álbum de 1982 Einzelhaft, "Vienna Calling" de Falco 3 e "Titanic". Uma versão em inglês de "Der Kommissar" foi feita pela banda After the Fire, que acabou se tornando um hit ao atingir o top 5 da Revista Billboard em 1983. A canção de Falco "Jeanny" causou controvérsia ao ser lançada como um single na Alemanha, já que contava a história de um estuprador. Várias estações de rádios e DJs se recusaram a tocar a canção por toda a Europa, mas nem isso impediu-a de se tornar um grande "hit" em vários países europeus. Em algumas de suas músicas, misturava inglês e alemão, como "Männer des western" e "Crime Time"

## Primeiros anos
Falco nasceu Johann Hölzel em 19 de fevereiro de 1957, filho de Alois Hölzel e Maria Hölzel, em um bairro da classe trabalhadora de Viena. Maria estava grávida de trigêmeos. Sua mãe acabou perdendo os outros dois filhos no terceiro mês de gravidez, após ter sido internada com uma hemorragia, e Falco, que foi concebido através de um óvulo separado, sobreviveu. Falco refletiu que "três almas em um peito soam um pouco dramáticas demais, mas às vezes eu os sinto. No meu mau humor. Eu fico muito alegre e logo depois muito deprimido."
Em 1963, Falco começou seus estudos em uma escola particular católica romana; quatro anos depois, aos dez anos, ele mudou para o Rainergymnasium em Margareten. O pai de Falco deixou a família quando ele ainda era uma criança, e ele foi criado por sua mãe.
Falco começou a mostrar sinais de um talento musical incomum muito cedo. Ainda criança, ele conseguia acompanhar o ritmo da bateria nas canções que ouvia no rádio. Ele ganhou um piano de cauda infantil em seu quarto aniversário; um ano depois, seu presente de aniversário foi uma vitrola que ele usava para tocar músicas de Elvis Presley, Cliff Richard e os Beatles.
Falco queria ser uma estrela pop desde muito jovem. Por insistência de sua mãe, ele começou um estágio de escriturário em uma instituição comercial de seguro de pensão. Aos 17 anos, ele foi convocado para oito meses de serviço militar no exército austríaco. Durante esse tempo, ele inicialmente tocou guitarra, mas depois mudou para seu instrumento favorito, o baixo. Ele então se matriculou no Conservatório de Música de Viena, mas desistiu após um semestre para se tornar "um verdadeiro músico".
No final da década de 1970 em Viena, ele se tornou parte da vida noturna vienense, que incluía não apenas música, mas também striptease, arte performática e uma atmosfera geral de satirização da política e celebração do caos. Ele tocou baixo em várias bandas sob vários pseudônimos, incluindo "John Hudson" e "John DiFalco". Uma dessas bandas com quem ele apareceu foi Drahdiwaberl. Foi nessa época que ele começou a se apresentar com o nome artístico de Falco. Apesar de estar intimamente ligado à cena do clube underground vienense, Falco parecia atipicamente limpo. Em contraste com a moda mais pobre, ele tinha cabelo curto (devido ao serviço militar) e usava óculos escuros Ray-Ban e ternos. Seu estilo distinto, junto com sua performance vocal da canção "Ganz Wien" levou o empresário Markus Spiegel a se oferecer para assinar um contrato com Falco em 1981. Ironicamente, foi em um concerto de prevenção às drogas e "Ganz Wien" tem uma linha proclamando "Toda Viena está usando heroína hoje."

## Carreira solo
Depois que Falco foi contratado como artista solo, ele continuou a compor suas próprias músicas e contratou o compositor Robert Ponger. Em 1981, Falco trouxe seu pretendido primeiro single "Helden von heute" para o empresário Horst Bork, mas recebeu uma recepção morna. Bork sentiu que o lado B "Der Kommissar" era muito mais forte. Falco hesitou, já que a faixa é uma canção em alemão sobre o consumo de drogas que combina versos de rap com um refrão cantado. Apesar de estar começando a se destacar na América, o rap ainda era muito raro na Europa Ocidental na época. Bork insistiu e a canção se tornou número um na Alemanha, França, Itália, Espanha e Japão, enquanto alcançava altas posições em várias outros países.
Embora "Der Kommissar" não tenha alcançado as paradas no Reino Unido e nos Estados Unidos, a banda de rock britânica After the Fire fez um cover da música com uma nova letra em inglês. Esta versão alcançou a quinta posição na Billboard Hot 100 nos EUA. Nesse mesmo ano, a cantora americana Laura Branigan gravou uma versão não single da música com nova letra em inglês sob o título "Deep in the Dark" em seu álbum Branigan 2. Einzelhaft, álbum em que aparece "Der Kommissar", também liderou as paradas na Áustria e na Holanda.
Falco e Ponger voltaram ao estúdio em 1983 para gravar o segundo álbum de Falco, Junge Roemer. Foi um projeto difícil, pois os dois artistas sentiram uma pressão imensa para igualar o sucesso anterior e o processo de gravação foi afetado por atrasos. Junge Roemer foi lançado em 1984. Mesmo com o videoclipe do single "Hoch wie nie" indo ao ar no horário nobre da TV na Áustria, ele falhou em despertar o interesse internacional.
Junge Roemer só chegou as paradas na Áustria, onde foi para o primeiro lugar. Fora da Áustria e da Espanha, a faixa-título e single principal "Junge Roemer" não conseguiu repetir o sucesso de "Der Kommissar". Como reação, Falco começou a experimentar com letras em inglês em um esforço para ampliar seu apelo. Ele se substituiu Ponger e escolheu uma nova equipe de produção: os irmãos Rob e Ferdi Bolland da Holanda.
Ao Começo das gravações de "Falco III'',Falco apresentou o Single "Urban Tropical",porém,os Irmãos Empresários,assim como Bork em 1981,apresentaram uma recepção morna.Porém,viram no hipotético B-Side "Rock Me Amadeus" um provável Destaque.Apesar de preferir priorizar  a gravação de "Urban Tropical",Falco concorda com os irmãos Bolland e decide  gravar "Rock Me Amadeus", inspirado em parte no filme Amadeus, vencedor do Oscar, e a música se tornou um sucesso mundial em 1986. Ela alcançou o primeiro lugar em mais de uma dúzia de países, incluindo os EUA, Reino Unido e Japão, trazendo o sucesso que o havia escapado nesses mercados alguns anos antes. A canção permaneceu no topo da Billboard Hot 100 por três semanas. Seu álbum Falco 3 alcançou a posição de número três nas paradas de álbuns da Billboard. Ato incomum, especialmente para um artista da Europa continental, "Rock Me Amadeus" alcançou o sexto lugar na Billboard Top R&B Singles Chart, e Falco 3 alcançou a posição 18 no Top R&B/Hip-Hop Albums. O single seguinte "Vienna Calling" foi outro hit internacional, alcançando a 18ª posição nas paradas da Billboard e a 17ª nos EUA Cash Box Charts em 1986. Um single duplo A-side 12" com remixes desses dois sucessos alcançou a 4ª posição nas paradas de dança/disco dos EUA.
"Jeanny", o terceiro single do álbum Falco 3, trouxe o artista de volta ao topo das paradas em toda a Europa. Gerando muita polêmica quando foi lançado na Alemanha e na Holanda, a história de "Jeanny" foi contada do ponto de vista de um possível estuprador e assassino. Vários DJs e estações de rádio se recusaram a tocar a música, que foi ignorada nos Estados Unidos, embora tenha se tornado um grande sucesso em muitos países europeus e inspirado uma sequência em seu próximo álbum.
Após o sucesso de "Rock Me Amadeus", houve conversas sobre uma passagem mais permanente para os EUA, trabalhando com produtores e colaborando com outros artistas americanos. Essas possibilidades fracassaram, em parte, devido aos problemas pessoais de Falco. Nesse ponto de sua carreira, ele estava perigosamente viciado em álcool e outras drogas.
Em 1986, é lançado o álbum Emotional, produzido por Rob e Ferdi Bolland. As canções do álbum incluíam "Coming Home (Jeanny Part II, One Year Later)", "The Kiss of Kathleen Turner","Cowboyz And Indianz","Kamikaze Cappa",( que foi escrita como um tributo ao falecido fotojornalista ). "The Sound of Musik" foi outro sucesso internacional, e um hit no Top Dance 20 dos EUA, embora não tenha conseguido entrar nas paradas pop americanas.
Em 1987, Falco partiu para a turnê mundial do álbum Emotional terminando no Japão. No mesmo ano cantou um dueto com Brigitte Nielsen, "Body Next to Body"; o single foi um hit Top 10 em países de língua alemã. O álbum Wiener Blut foi lançado em 1988, mas não obteve muita publicidade fora da Alemanha e da Áustria.
Depois de 1986, houve uma série de sucessos europeus, mas raramente nos Estados Unidos e no Reino Unido. Sua tentativa de retorno em 1992, o álbum Nachtflug, incluindo as músicas: "Titanic","Dance Mephisto", teve sucesso apenas na Áustria.
No início da década de 1990, Falco morou na República Dominicana, onde trabalhou em seu último álbum de 1995 a 1998. Out of the Dark (Into the Light) que foi lançado postumamente em 27 de Fevereiro de 1998 na Europa e em todo o mundo em Março. Ele ficou em primeiro lugar na Áustria por 21 semanas.

## Morte

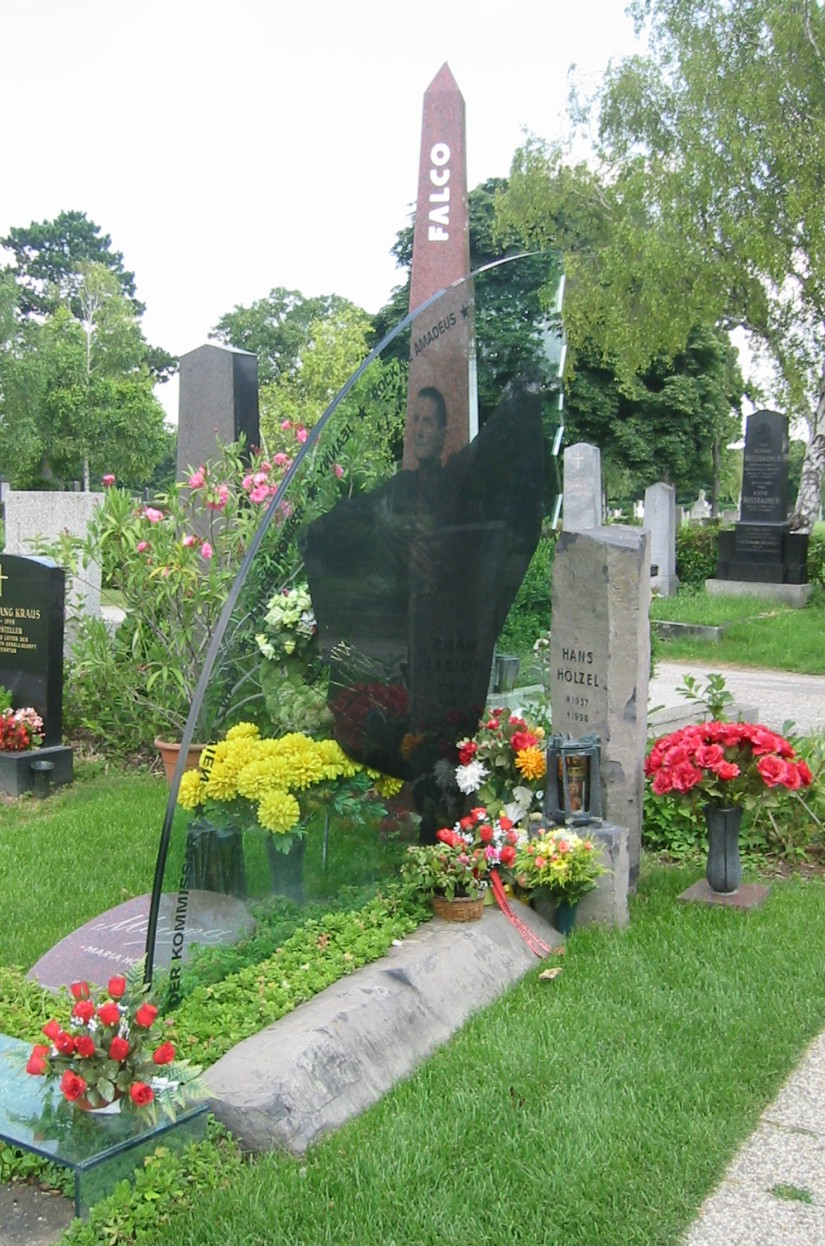
Túmulo de Falco no Cemitério Central de Viena

Falco morreu com várias fraturas na cabeça aos 40 anos de idade após seu Mitsubishi Pajero colidir com um ônibus na estrada que ligava as cidades de Villa Montellano e Puerto Plata, na saída do estacionamento da "Turist Disco", na República Dominicana. É provável que o cantor estivesse sob o efeito de álcool e cocaína. Antes de morrer, ele estava considerando uma volta ao mundo da música, que foi bem sucedida com o álbum póstumo lançado Out of the Dark (Into the Light). Seu corpo foi sepultado no Cemitério Central de Viena.

## Discografia

### Álbuns
- Einzelhaft (1982)
- Junge Roemer (1984)
- Falco 3 (1985)
- Emotional (1986)
- Wiener Blut (1988)
- Data de Groove (1990)
- Nachtflug (1992)
- Out Of The Dark (1998)
- Verdammt wir leben noch (1999)
- The Spirits Never Dies (2009)

### Ao Vivo
- Live Forever (1990)
- L.I.V.E. Donauinsel (2004)
- Symphonic (2008)

### Coletâneas
- The Remix Hit Collection (1991)
- Greatest Hits (1996)
- Greatest Hits Vol. II (1997)
- Best Of (1998)
- The Hit-Singles (1998)
- The Final Curtain – The Ultimate Best Of (1999)
- Hoch wie nie (2007)
- Einzelhaft (25th Anniversary Edition) (2007)
- The Ultimate Collection (2008)
- Falco 3 (25th Anniversary Edition) (2010)
- Falco The Box (2022)

## Singles
| Ano  | Título                                                     | Estatísticas | Estatísticas | Estatísticas | Estatísticas | Estatísticas | Notas (em idioma alemão)                                                            |
| Ano  | Título                                                     | DE           | AT           | CH           | UK           | US           | Notas (em idioma alemão)                                                            |
| ---- | ---------------------------------------------------------- | ------------ | ------------ | ------------ | ------------ | ------------ | ----------------------------------------------------------------------------------- |
| 1981 | That Scene                                                 | —            | —            | —            | —            | —            | engl. Version von Ganz Wien, Platz 11 in der Ö3-Hitparade                           |
| 1981 | Der Kommissar                                              | 1 (29 Wo.)   | 1 (16 Wo.)   | 2 (10 Wo.)   | —            | 72 (… Wo.)   |                                                                                     |
| 1982 | Maschine brennt Einzelhaft                                 | 10 (17 Wo.)  | 4 (10 Wo.)   | —            | —            | —            |                                                                                     |
| 1982 | Auf der Flucht Einzelhaft                                  | —            | —            | —            | —            | —            | Promo-Single in Frankreich, Kanada und den USA (kam dort in die US Hot Play Charts) |
| 1984 | Junge Römer Junge Römer                                    | —            | 8 (10 Wo.)   | 24 (3 Wo.)   | —            | —            |                                                                                     |
| 1984 | Nur mit Dir Junge Römer                                    | —            | —            | —            | —            | —            |                                                                                     |
| 1984 | Kann es Liebe sein? Junge Römer                            | —            | —            | —            | —            | —            | mit Désirée Nosbusch                                                                |
| 1985 | Rock Me Amadeus Falco 3                                    | 1 (23 Wo.)   | 1 (22 Wo.)   | 2 (20 Wo.)   | 1 (15 Wo.)   | 1 (17 Wo.)   |                                                                                     |
| 1985 | Vienna Calling Falco 3                                     | 4 (18 Wo.)   | 3 (14 Wo.)   | 7 (11 Wo.)   | 10 (9 Wo.)   | 18 (14 Wo.)  |                                                                                     |
| 1985 | Jeanny, Part I Falco 3                                     | 1 (20 Wo.)   | 1 (19 Wo.)   | 1 (16 Wo.)   | 68 (4 Wo.)   | —            |                                                                                     |
| 1986 | The Sound of Musik Emotional                               | 4 (17 Wo.)   | 4 (14 Wo.)   | 11 (8 Wo.)   | 61 (3 Wo.)   | —            | Erreichte als Remix den Platz 19 der US Dance Hot Play Charts                       |
| 1986 | Coming Home (Jeanny Part 2, ein Jahr danach) Emotional     | 1 (15 Wo.)   | 4 (14 Wo.)   | 3 (9 Wo.)    | —            | —            |                                                                                     |
| 1987 | Emotional Emotional                                        | 50 (5 Wo.)   | —            | —            | —            | —            |                                                                                     |
| 1987 | Body Next to Body Emotional                                | 22 (9 Wo.)   | 6 (12 Wo.)   | —            | —            | —            | mit Brigitte Nielsen                                                                |
| 1988 | Wiener Blut Wiener Blut                                    | 9 (11 Wo.)   | 4 (10 Wo.)   | 24 (5 Wo.)   | —            | —            |                                                                                     |
| 1988 | Satellite to Satellite Wiener Blut                         | —            | —            | —            | —            | —            | letzte Single, die sich außerhalb von Europa platzieren konnte                      |
| 1990 | Data De Groove Data De Groove                              | —            | 12 (5 Wo.)   | —            | —            | —            |                                                                                     |
| 1990 | Charisma Kommando Data De Groove                           | —            | —            | —            | —            | —            |                                                                                     |
| 1992 | Nachtflug Nachtflug                                        | —            | —            | —            | —            | —            |                                                                                     |
| 1992 | Titanic Nachtflug                                          | 47 (4 Wo.)   | 3 (18 Wo.)   | —            | —            | —            |                                                                                     |
| 1992 | Dance Mephisto Nachtflug                                   | —            | 17 (3 Wo.)   | —            | —            | —            |                                                                                     |
| 1995 | Mutter, der Mann mit dem Koks ist da                       | 11 (18 Wo.)  | 3 (18 Wo.)   | 30 (5 Wo.)   | —            | —            | als T>>MA                                                                           |
| 1996 | Naked                                                      | 50 (8 Wo.)   | 4 (13 Wo.)   | —            | —            | —            | als Falco feat. T>>MB                                                               |
| 1998 | Out of the Dark Out of the Dark (Into the Light)           | 2 (26 Wo.)   | 2 (12 Wo.)   | 3 (22 Wo.)   | —            | —            |                                                                                     |
| 1998 | Egoist Out of the Dark (Into the Light)                    | 4 (20 Wo.)   | 6 (17 Wo.)   | 19 (15 Wo.)  | —            | —            |                                                                                     |
| 1998 | Der Kommissar Out of the Dark (Into the Light)             | —            | 39 (1 Wo.)   | —            | —            | —            | Jason Nevins and Club 69 Remixes                                                    |
| 1999 | Push! Push! Verdammt wir leben noch                        | 50 (6 Wo.)   | 9 (11 Wo.)   | —            | —            | —            |                                                                                     |
| 1999 | Verdammt wir leben noch Verdammt wir leben noch            | —            | 26 (4 Wo.)   | —            | —            | —            |                                                                                     |
| 1999 | Europa Verdammt wir leben noch                             | —            | —            | —            | —            | —            |                                                                                     |
| 2007 | Männer des Westens                                         | 55 (5 Wo.)   | 14 (7 Wo.)   | —            | —            | —            | T. Börger Version 2007                                                              |
| 2007 | FALCOs 1. (Chance to Dance / Summer)                       | —            | —            | —            | —            | —            | Free Giveaway/Verkaufsedition mit Remixes und Interviews                            |
| 2008 | Der Kommissar 2008                                         | —            | 49 (5 Wo.)   | —            | —            | —            | aus dem Album Symphonic (nur als Download)                                          |
| 2008 | Die Königin von Eschnapur                                  | —            | —            | —            | —            | —            | nur in Österreich erschienen                                                        |
| 2009 | The Spirit Never Dies (Jeanny Final) The Spirit Never Dies | —            | 3 (12 Wo.)   | —            | —            | —            | nur durch Downloads in den Charts platziert                                         |
| 2010 | Kissing in the Kremlin                                     | —            | —            | —            | —            | —            | nur Download                                                                        |

### Singles-Promocionais
- Auf der Flucht als On the Run (1982, nur in den USA)
- Zuviel Hitze (1982, nur in Deutschland)
- Garbo (1988, nur in Frankreich)
- Do It Again (1988, nur in den USA)
- Monarchy Now (1993, 12" Promo nur in Österreich)